# Biserica Nașterea Maicii Domnului din Negoiești
Biserica „Nașterea Maicii Domnului” din Negoiești, comuna Prigoria, județul Gorj, a fost construită în 1730. Lăcașul de cult figurează pe lista monumentelor istorice 2010, cod LMI GJ-II-m-B-09335.

## Istoric și trăsături
Biserica se află în cimitirul din partea de nord-vest a satului, la nord de drumul comunal DC23.
A fost construită în jur de 1730.

## Imagini

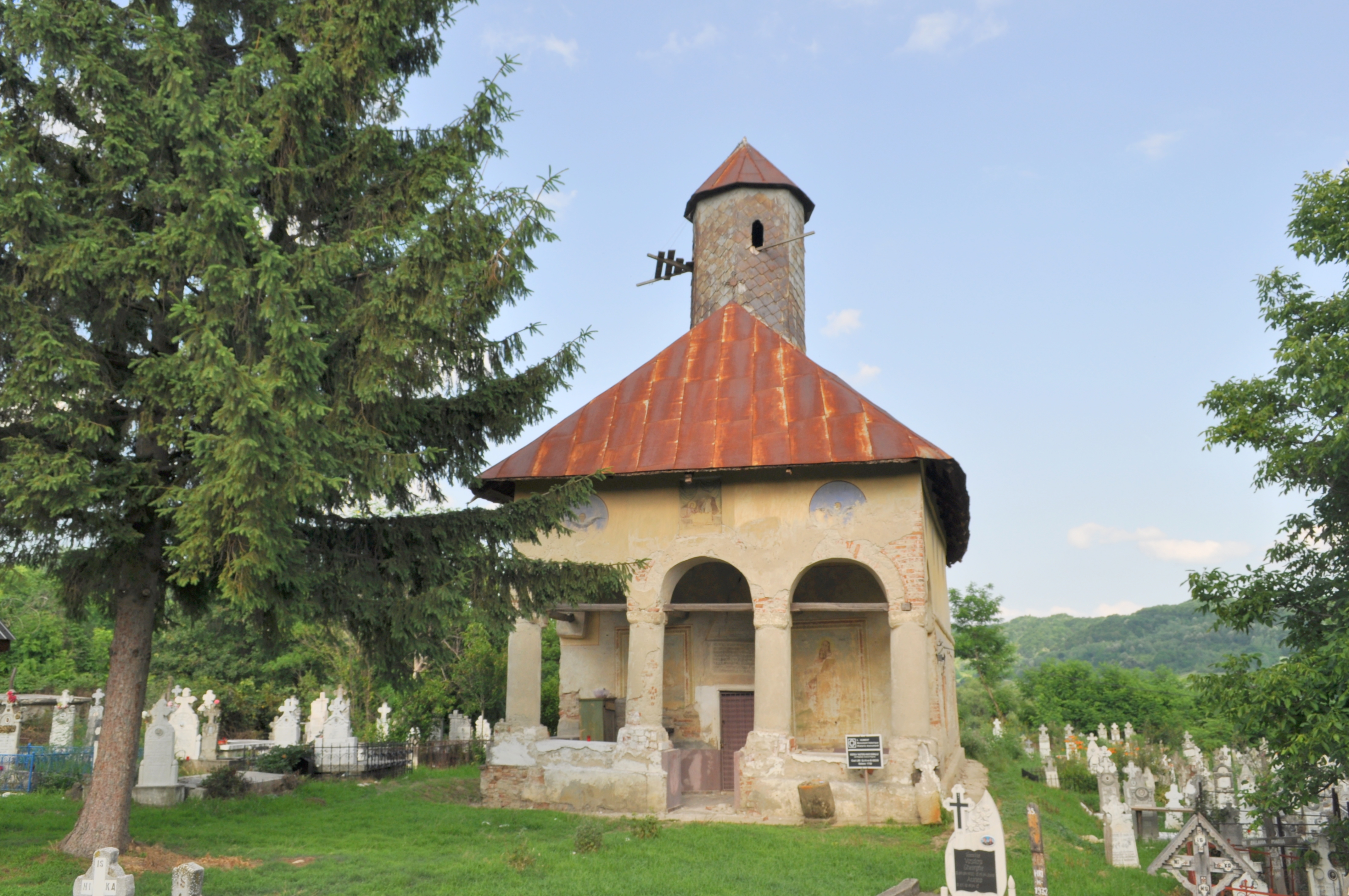
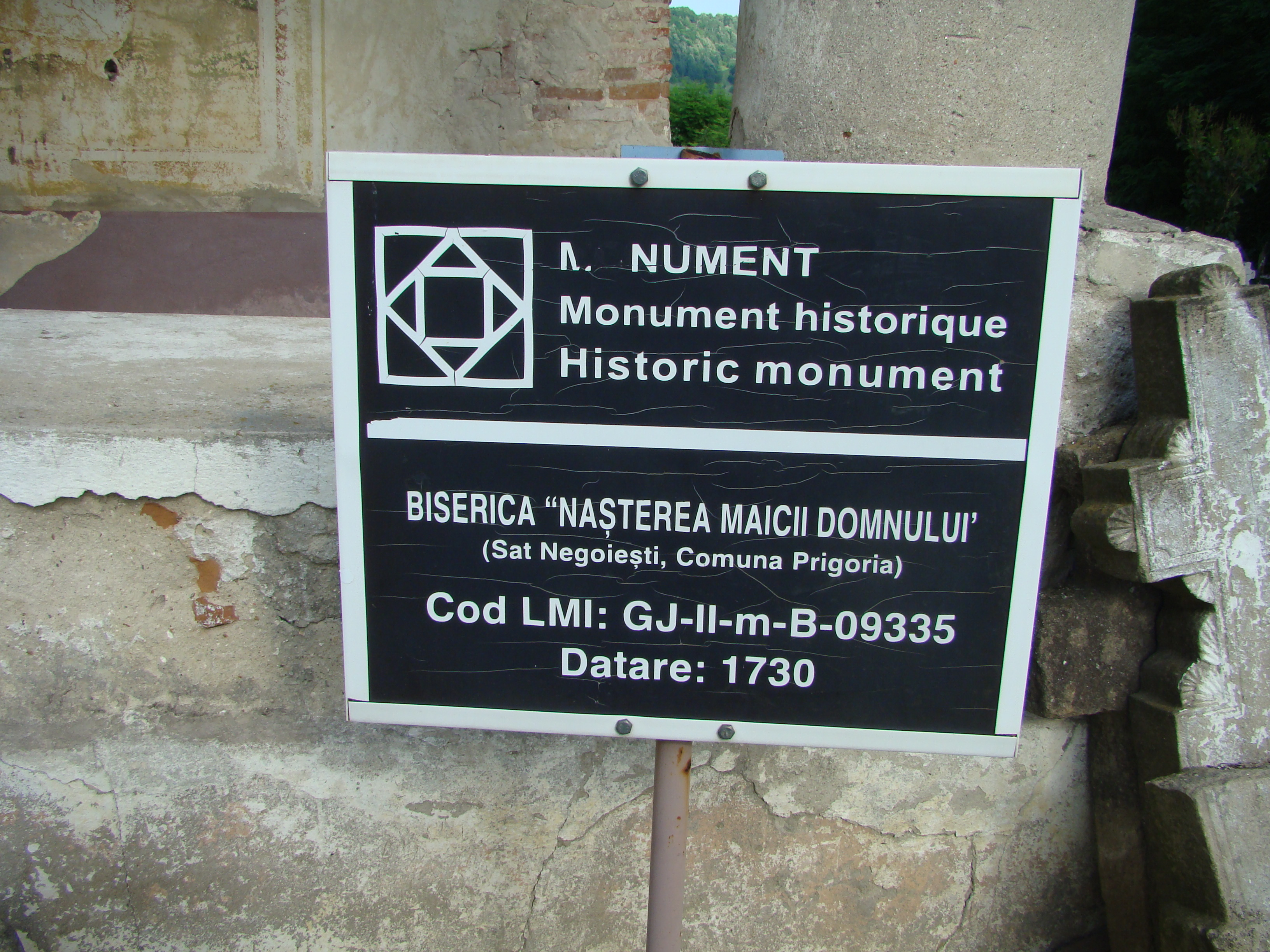
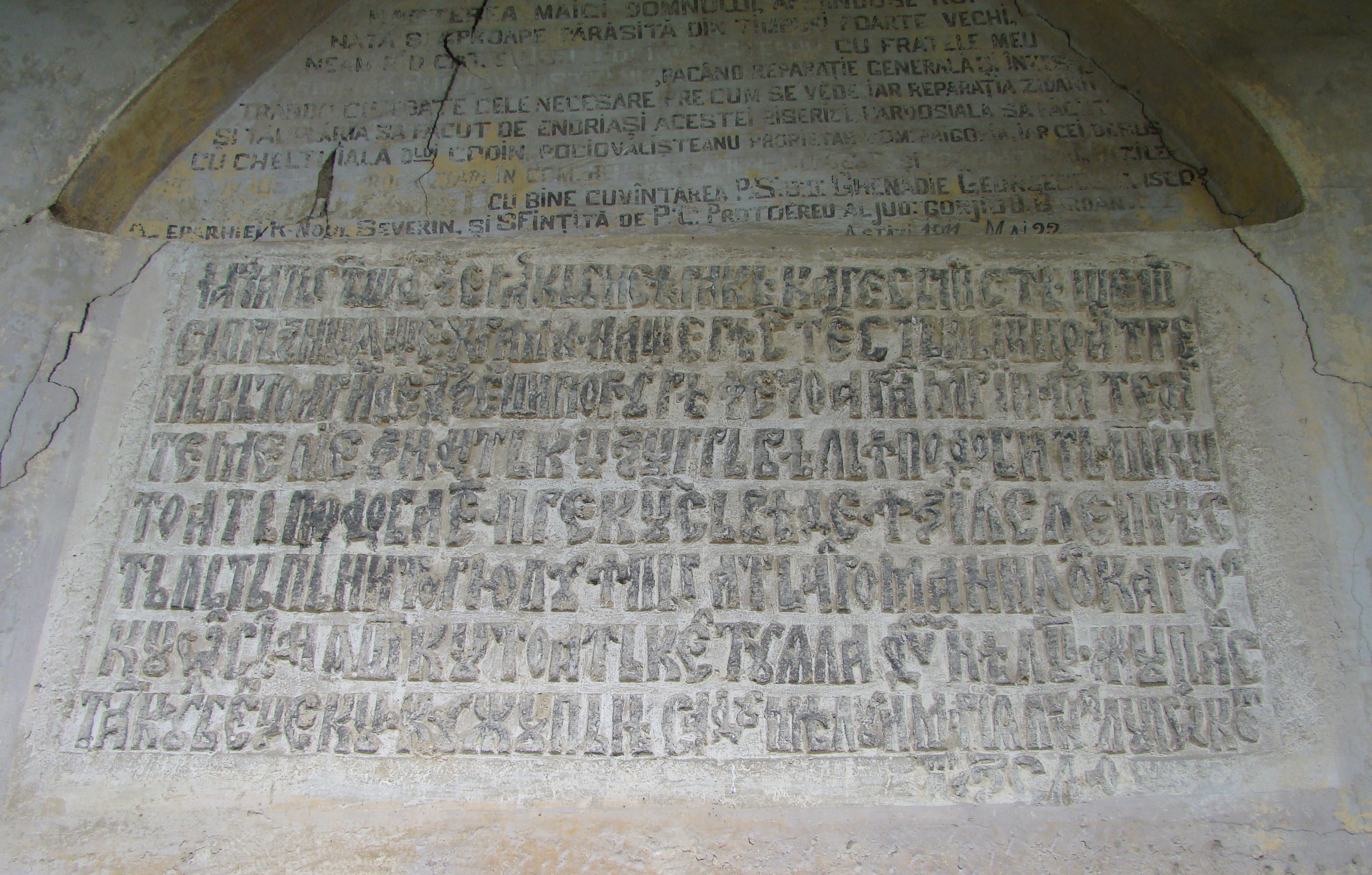
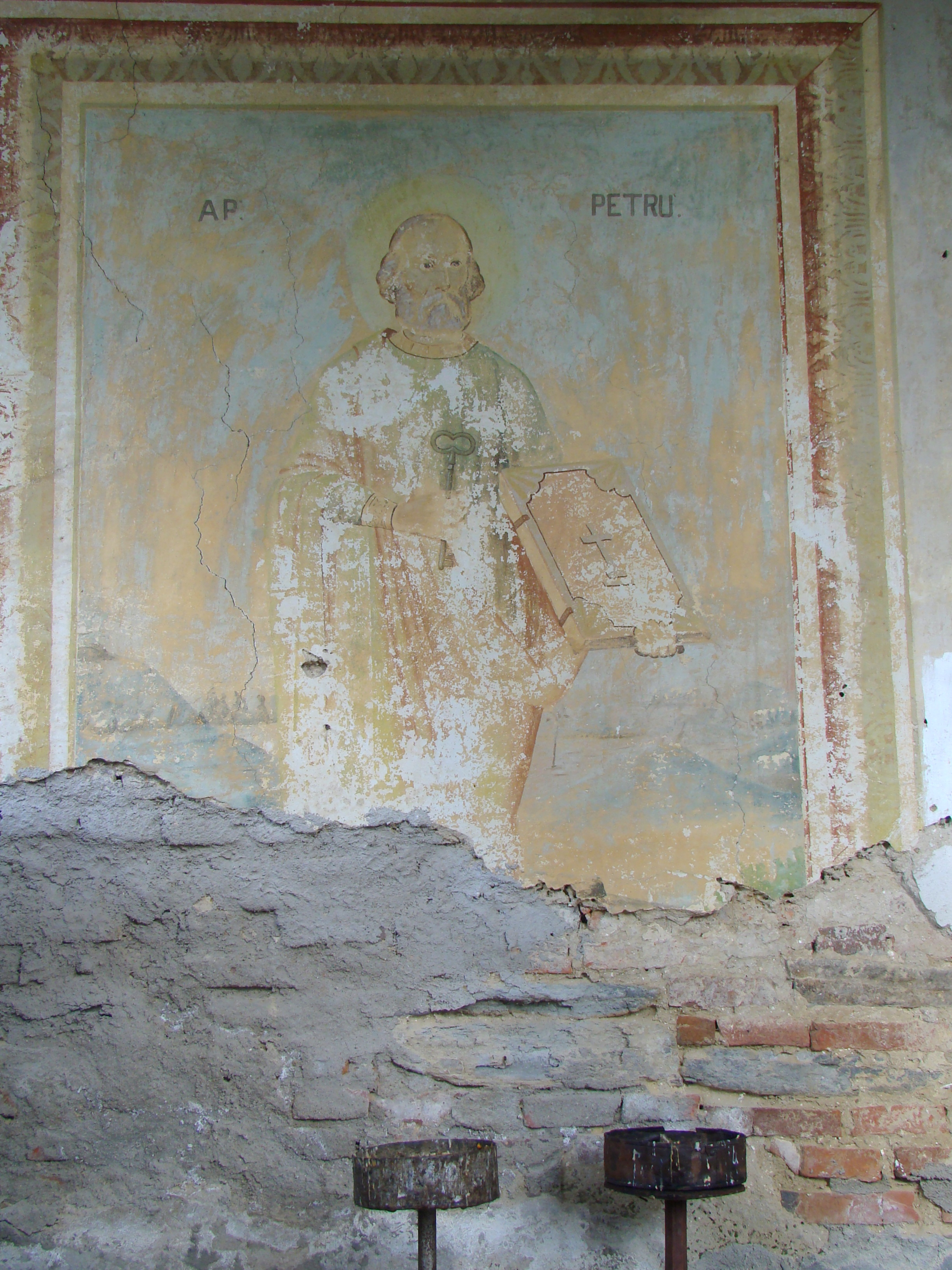
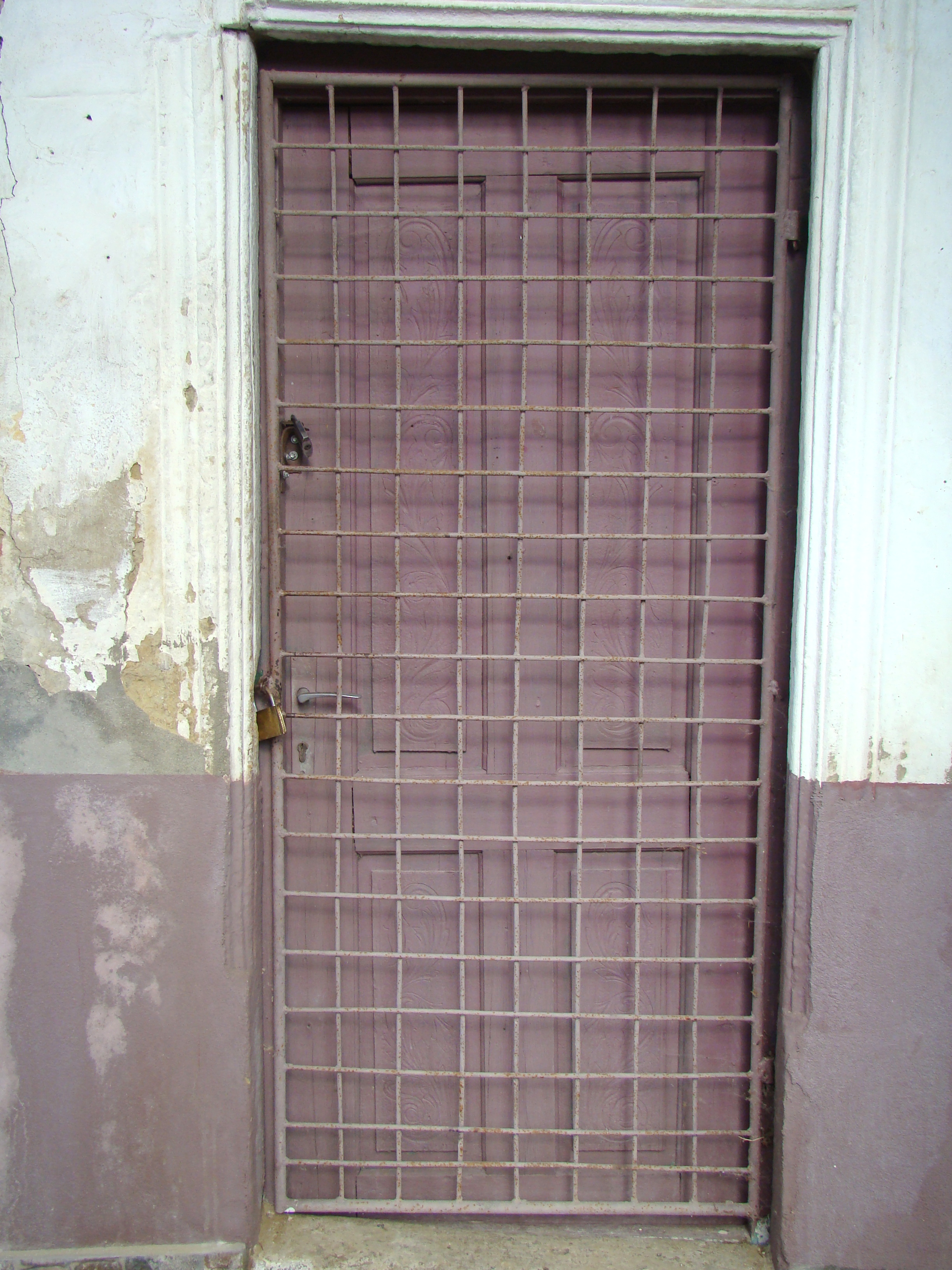
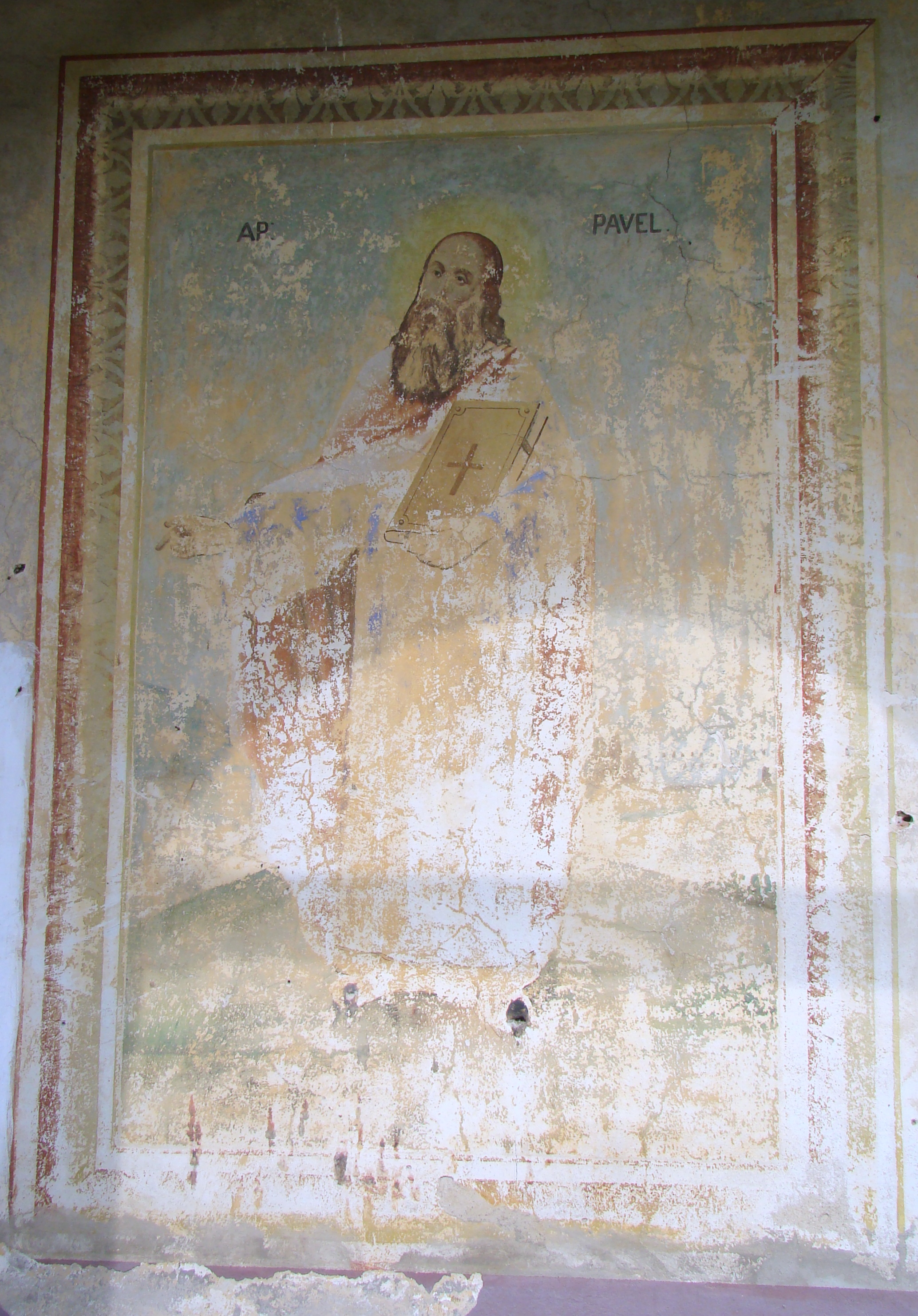
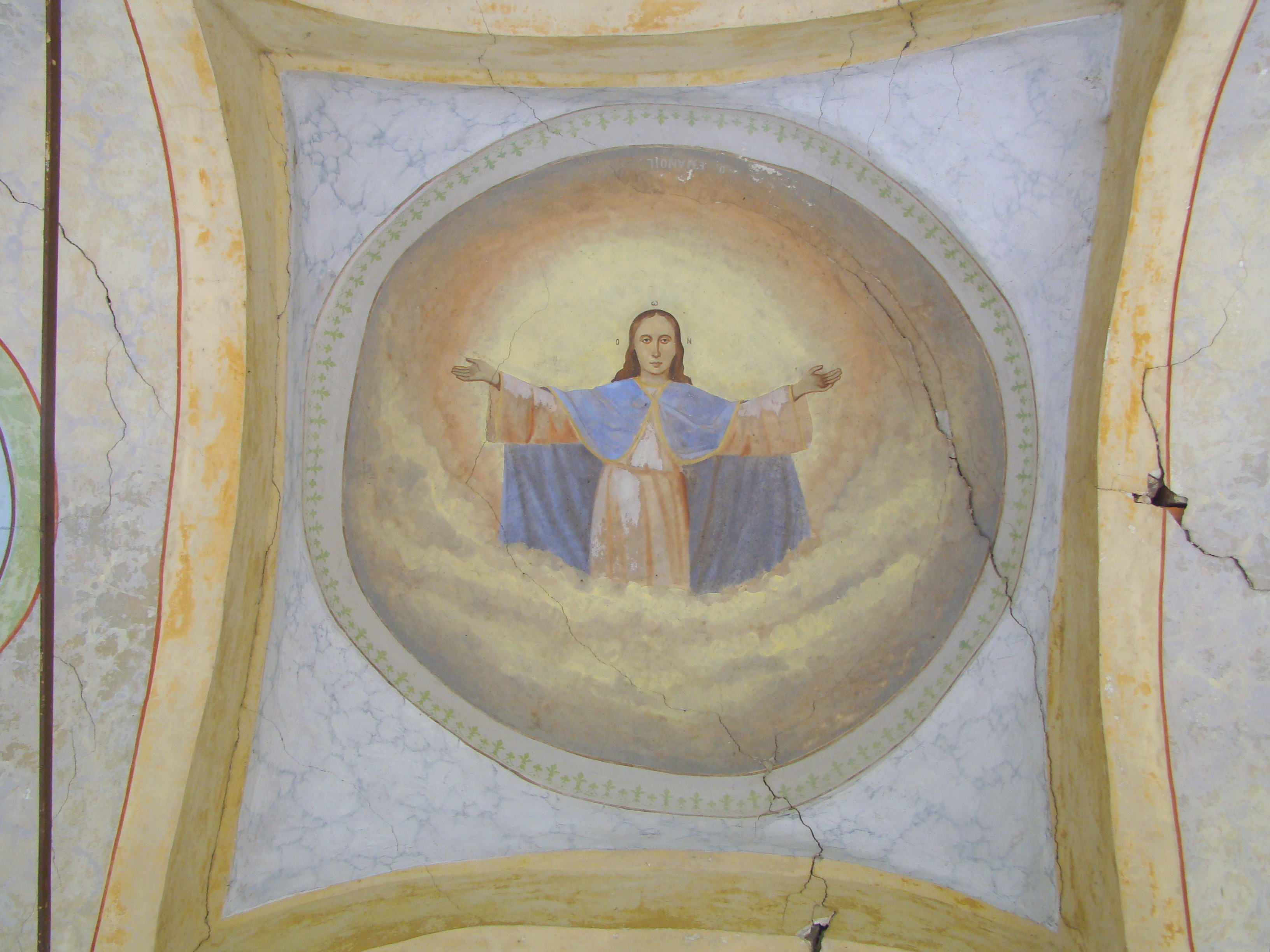
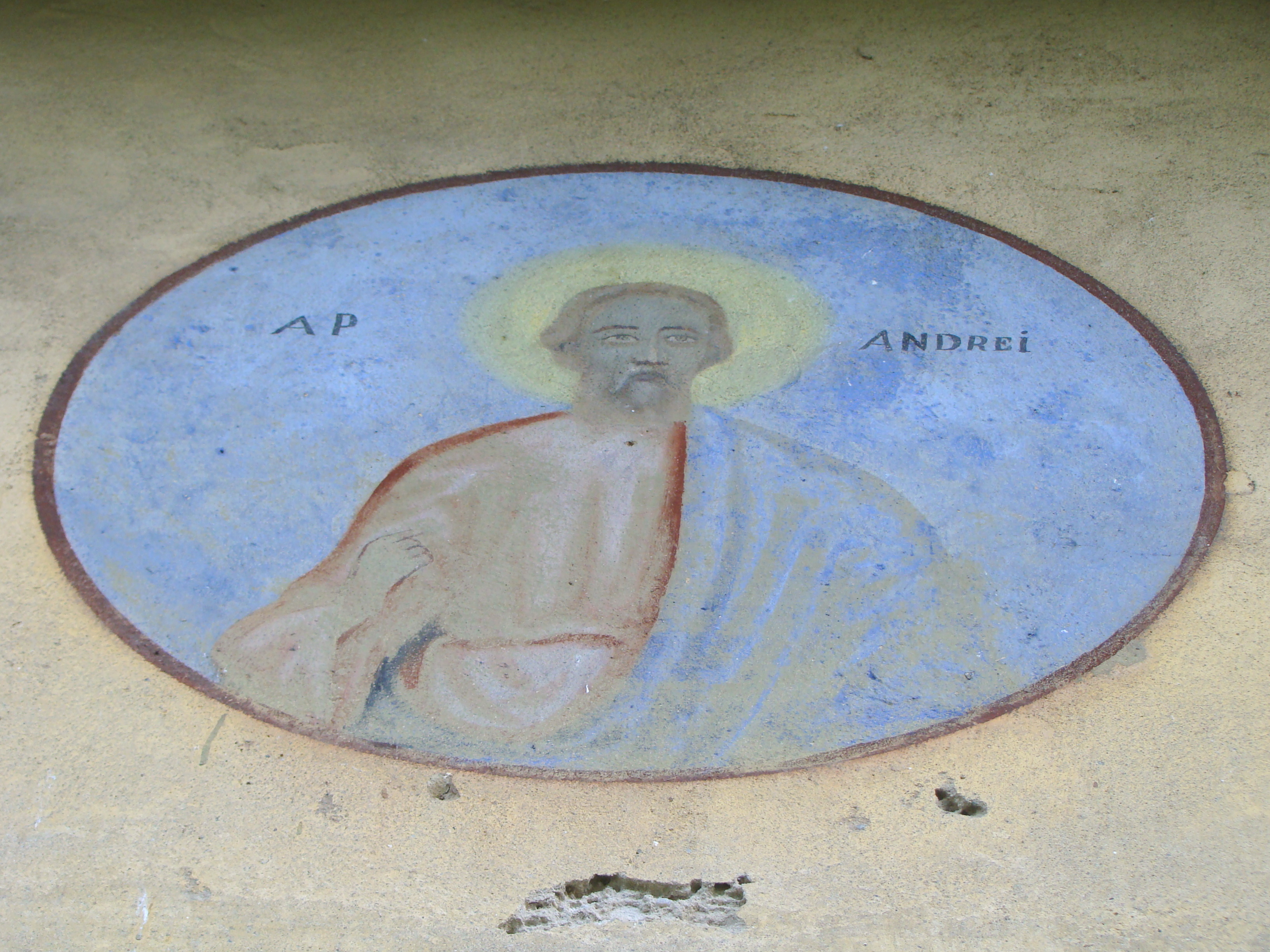
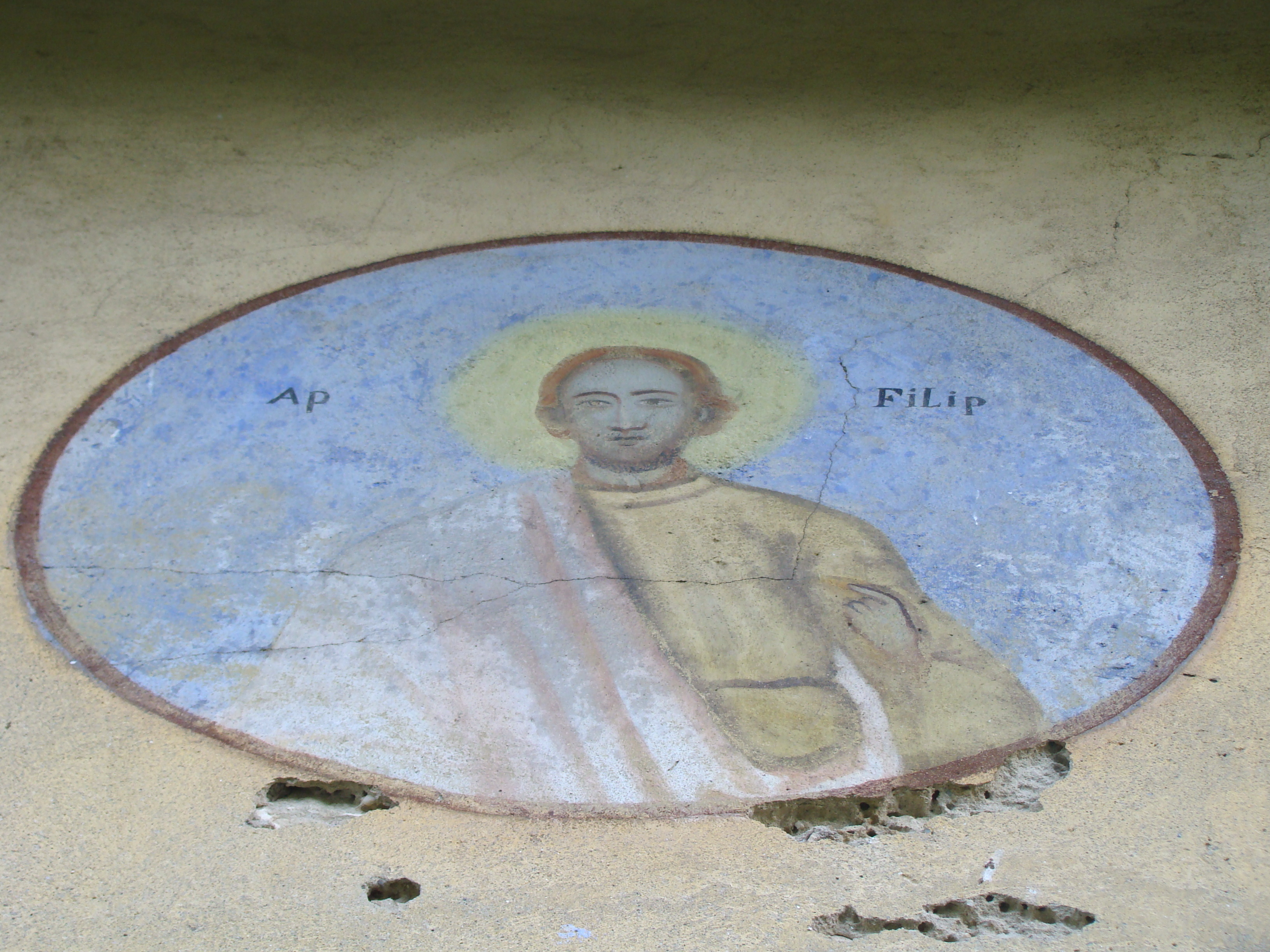
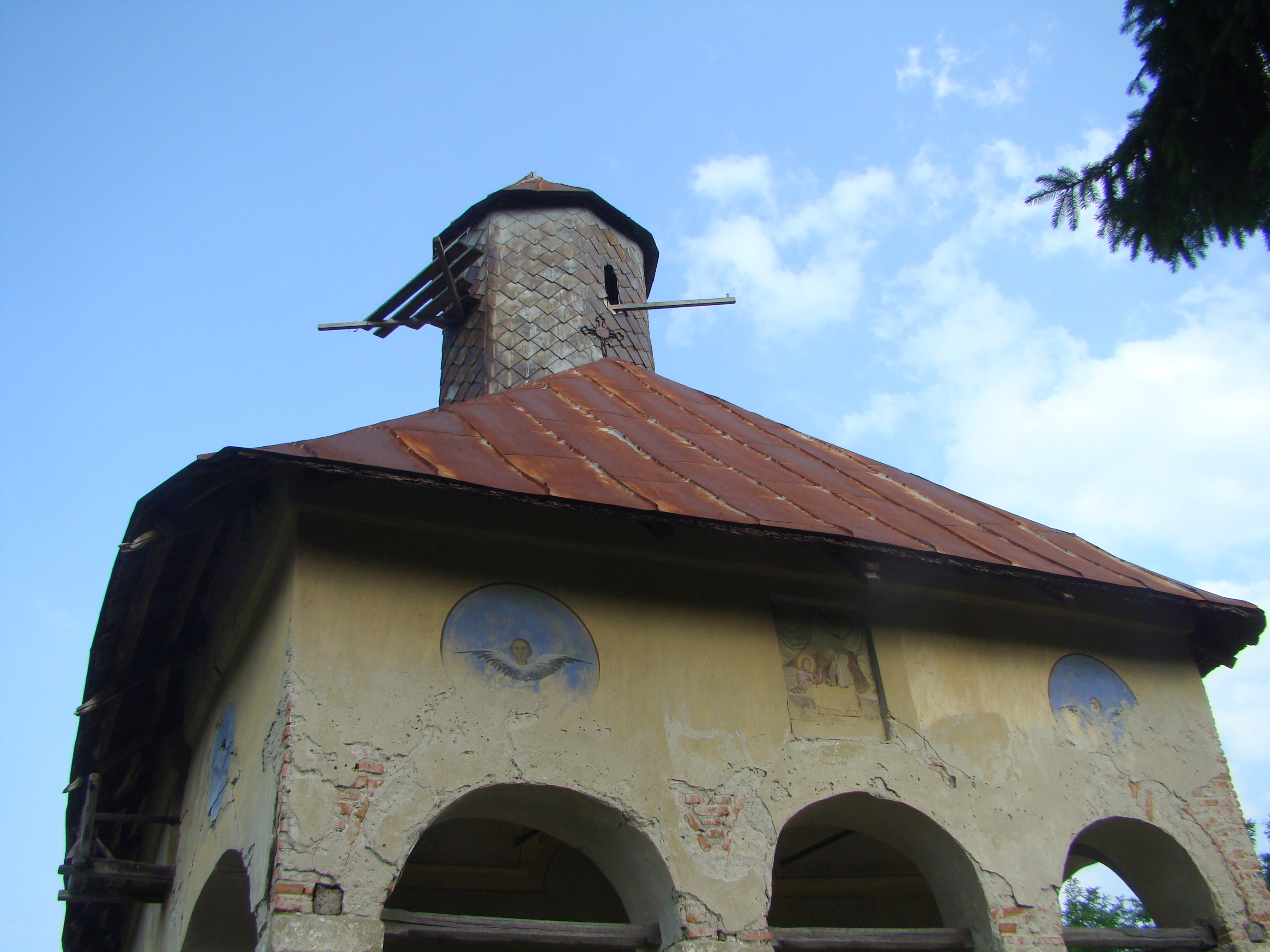
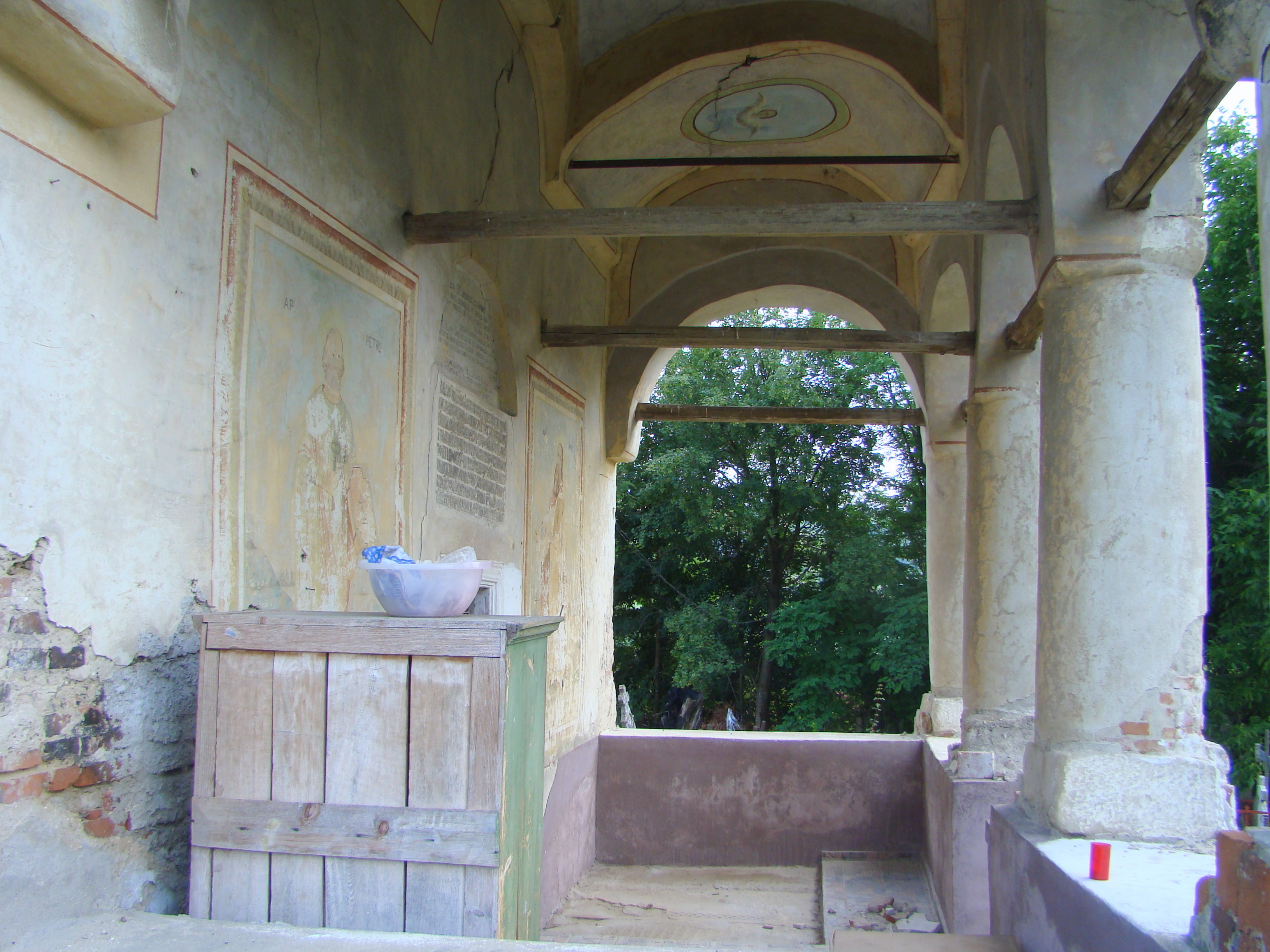
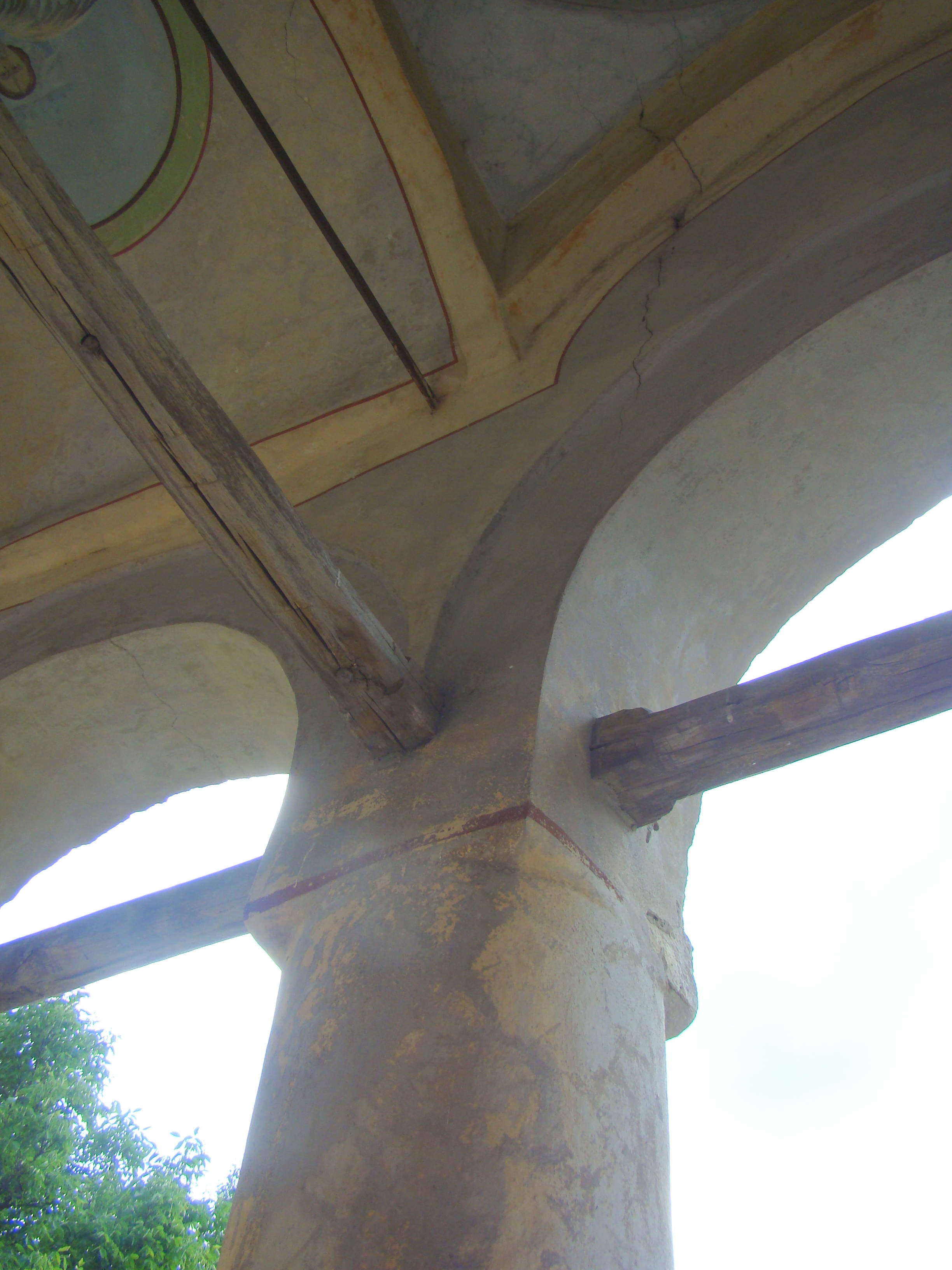
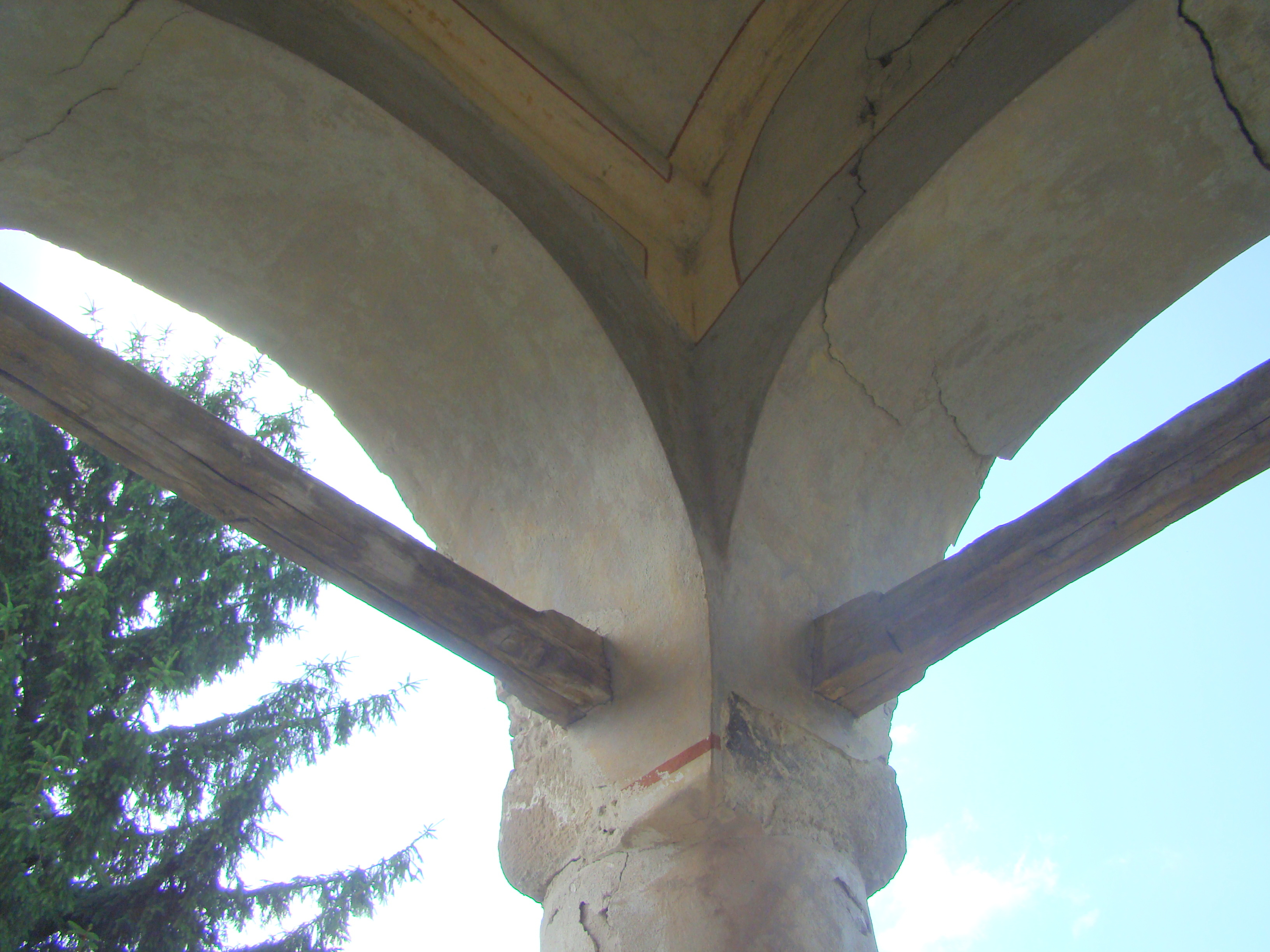
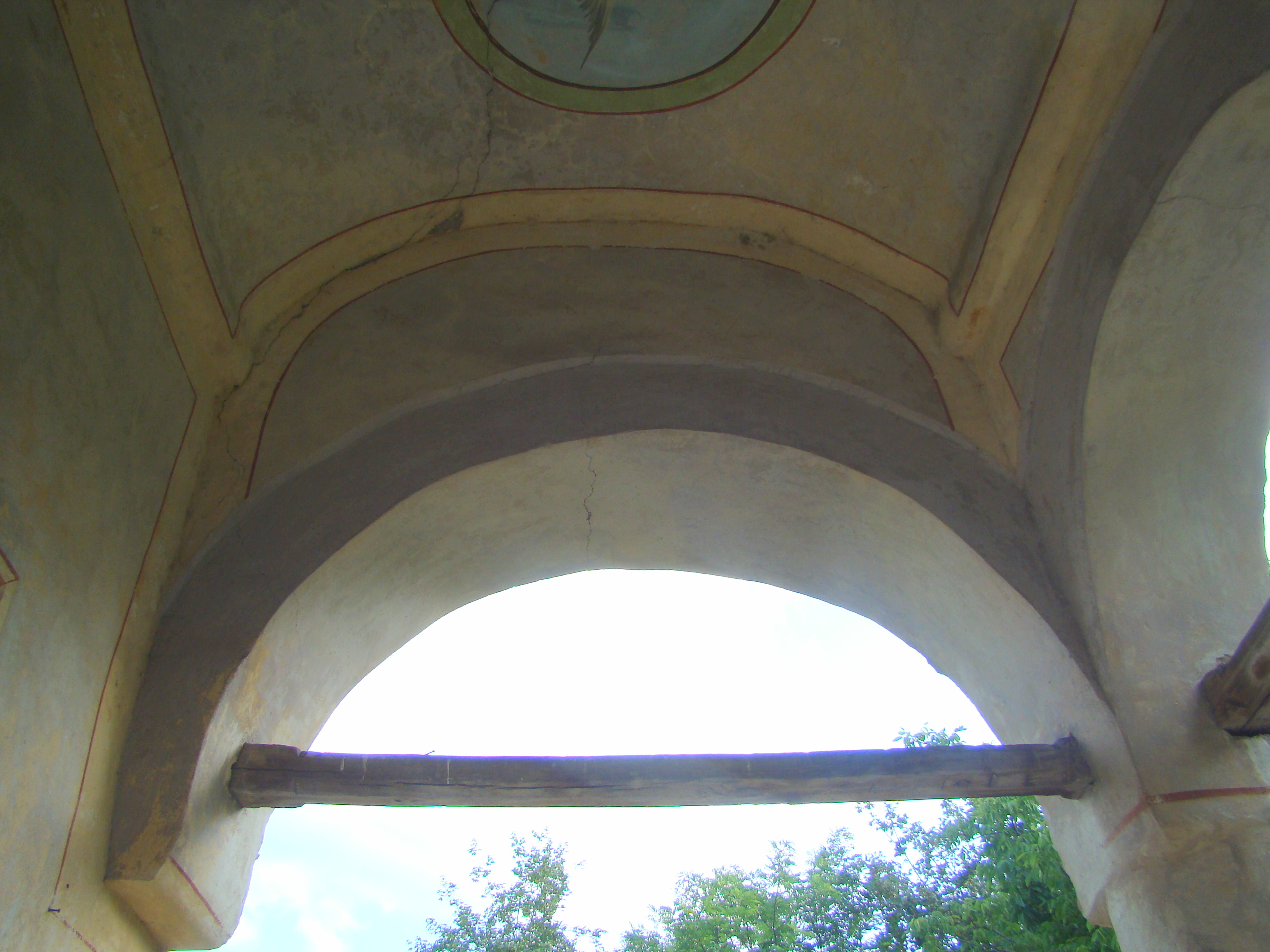
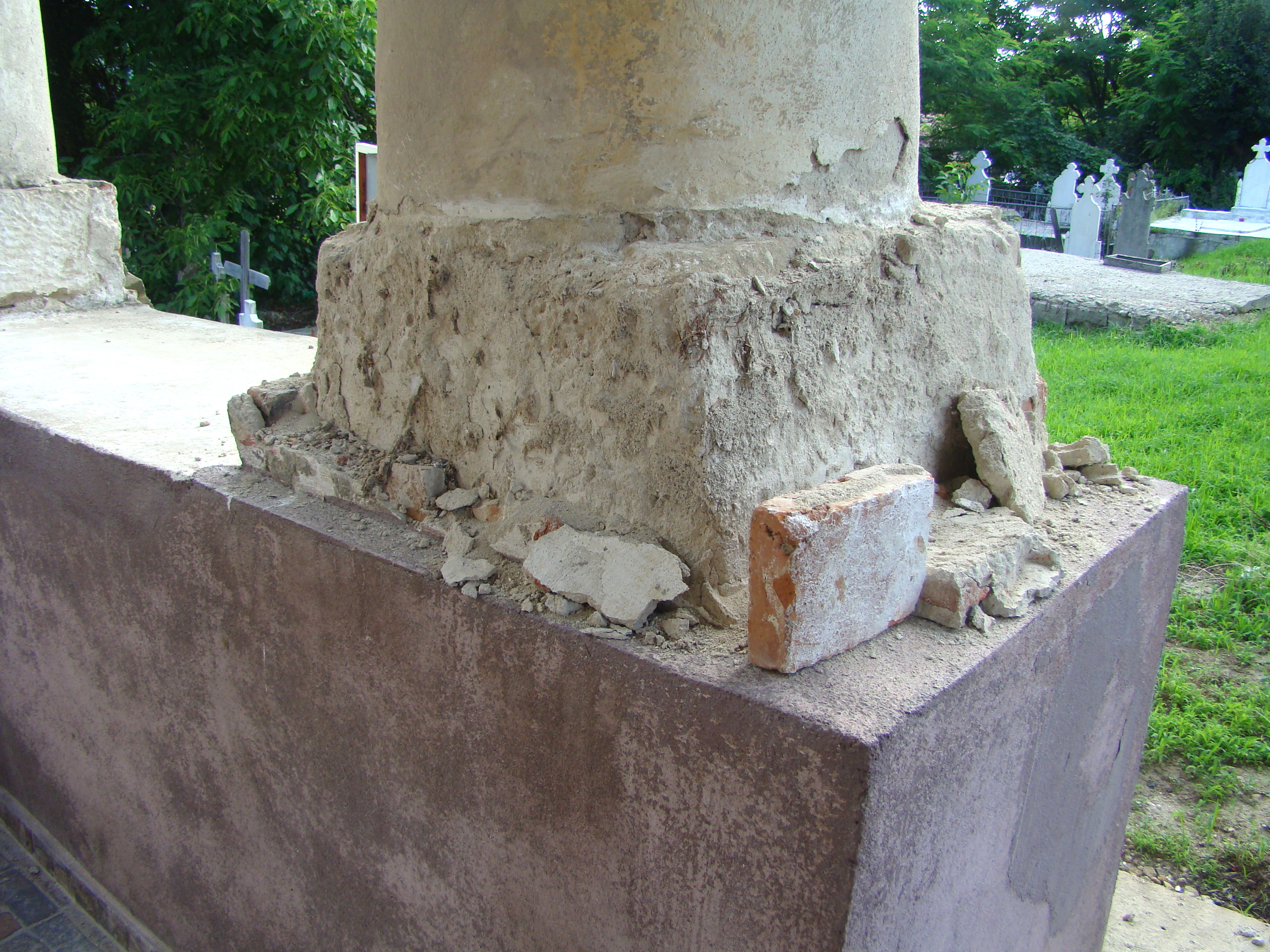
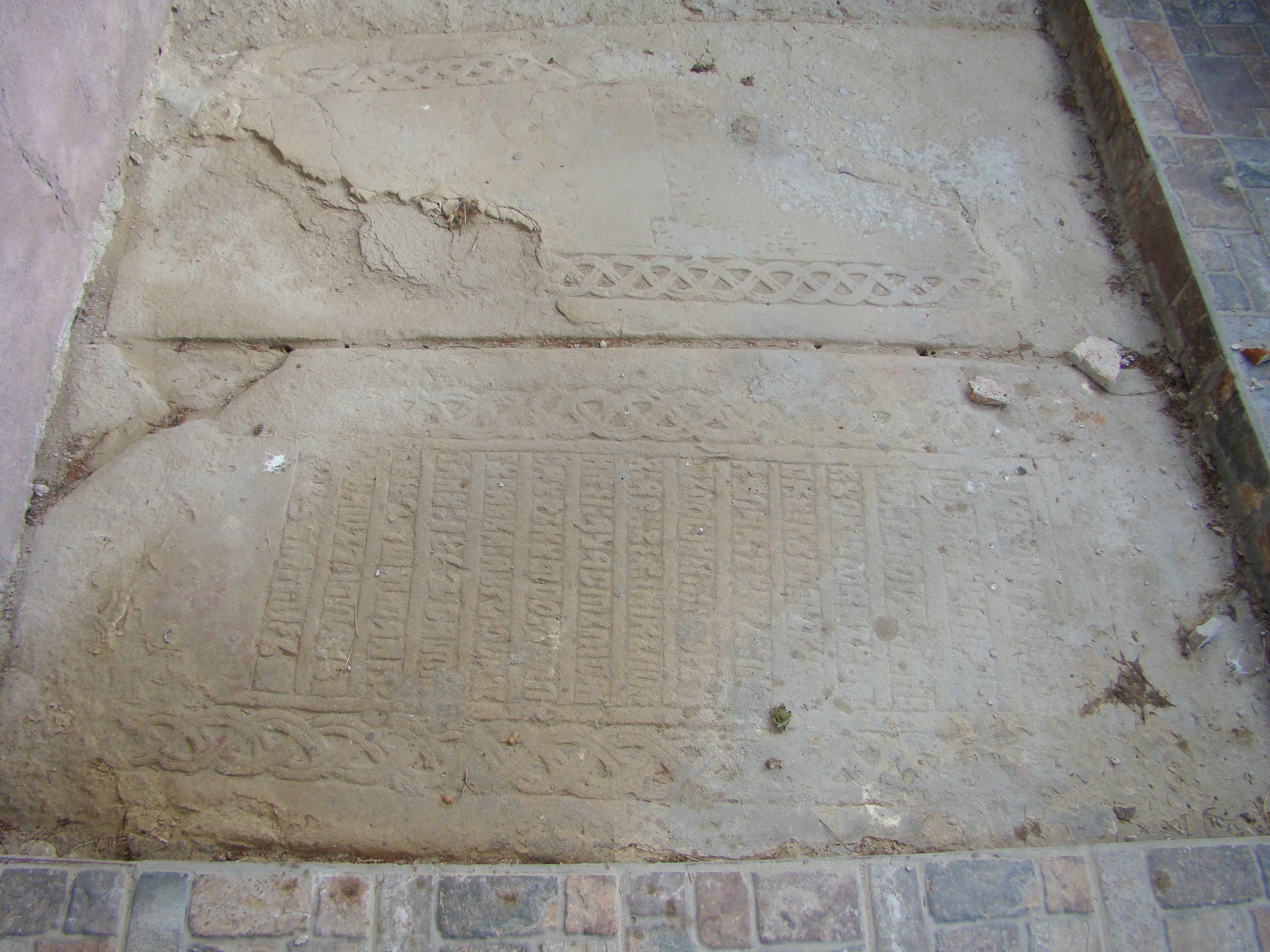
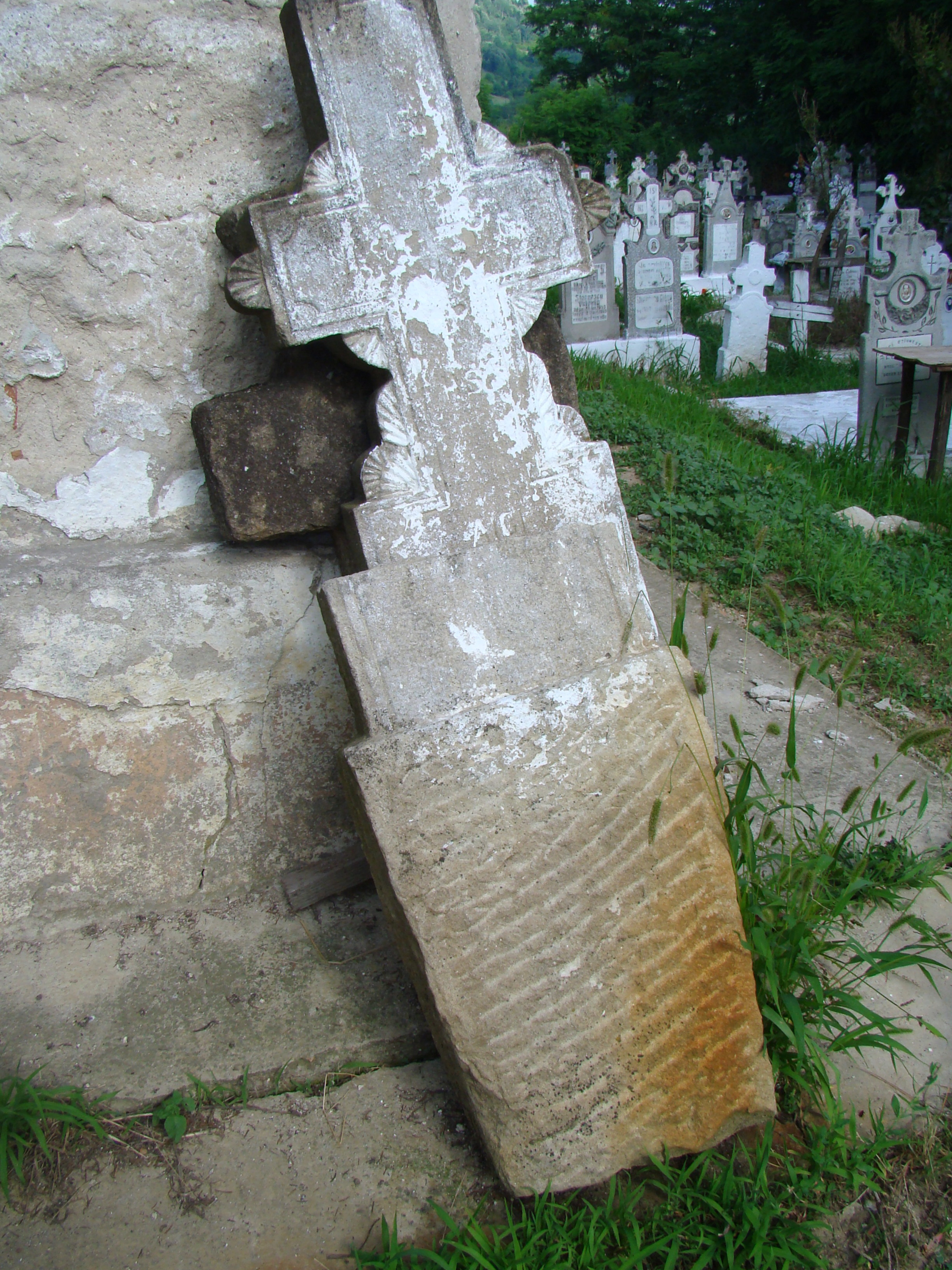
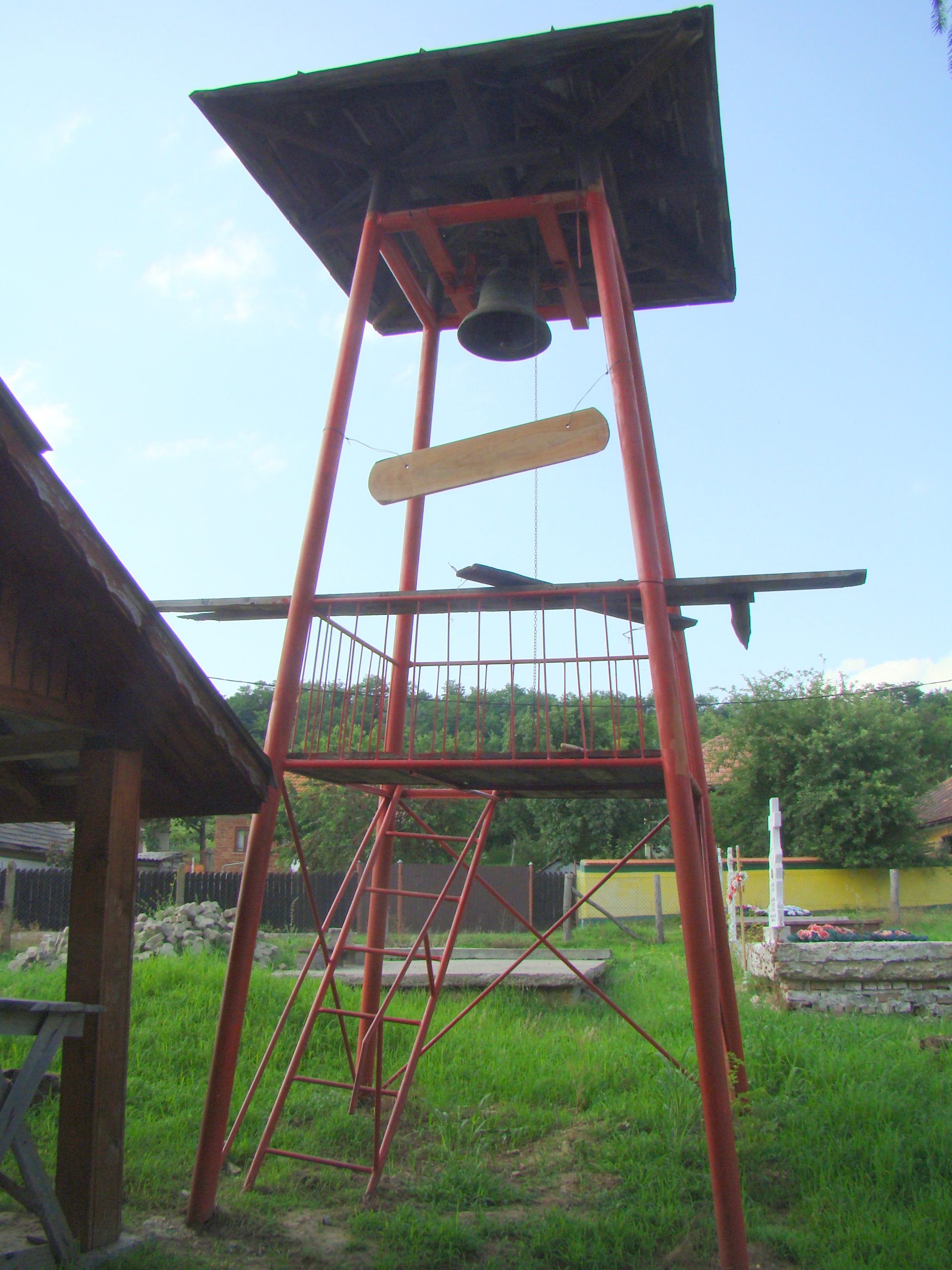
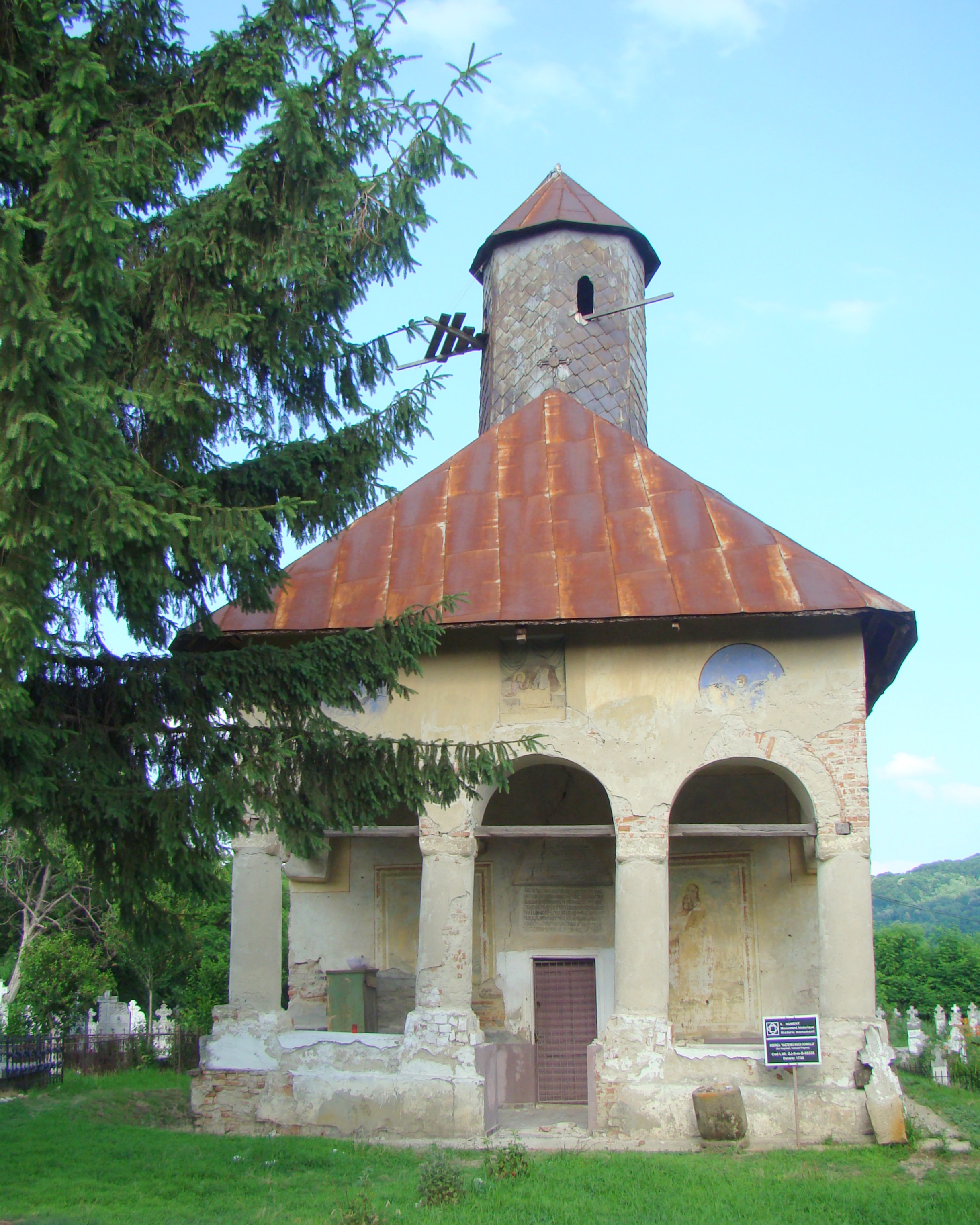
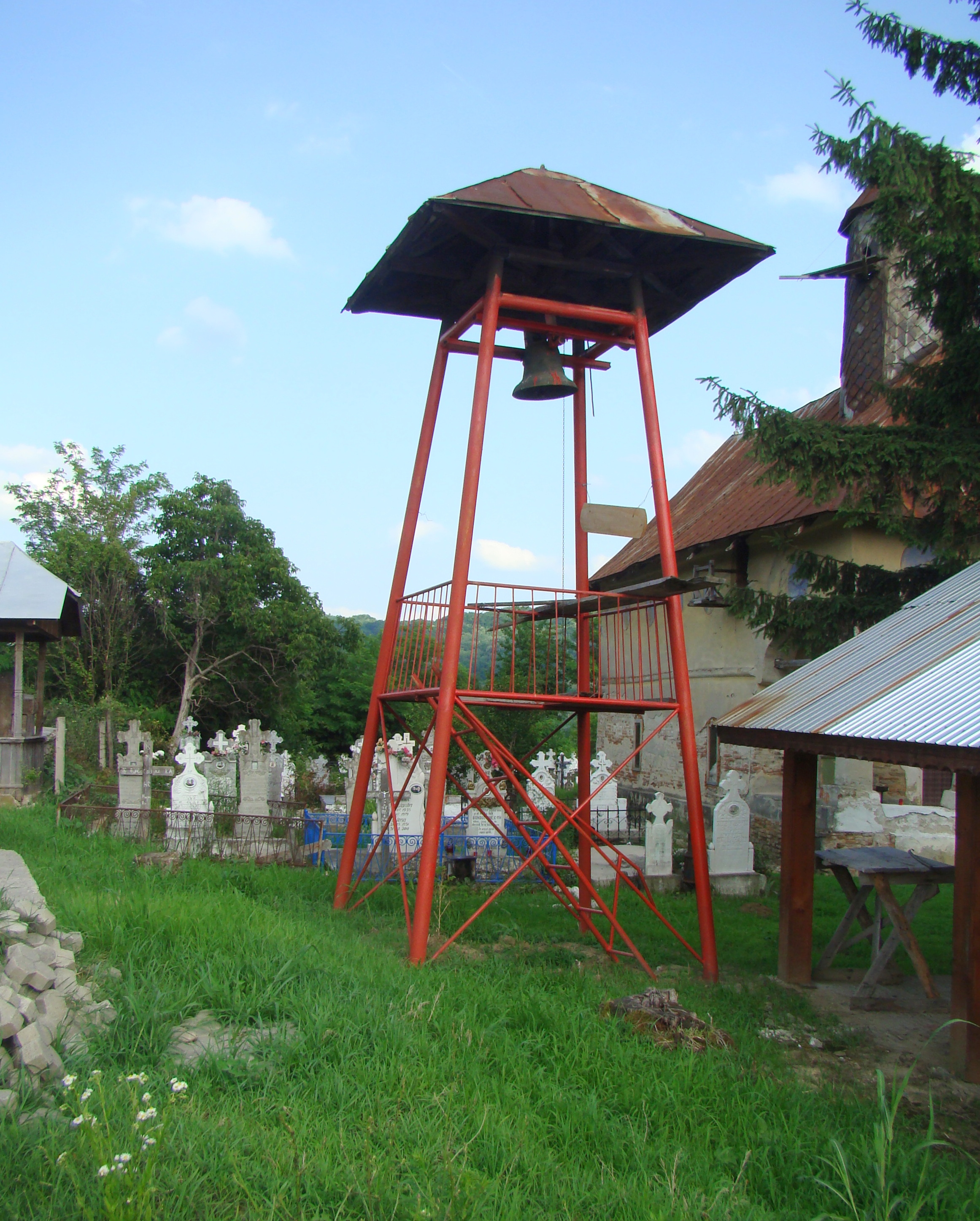
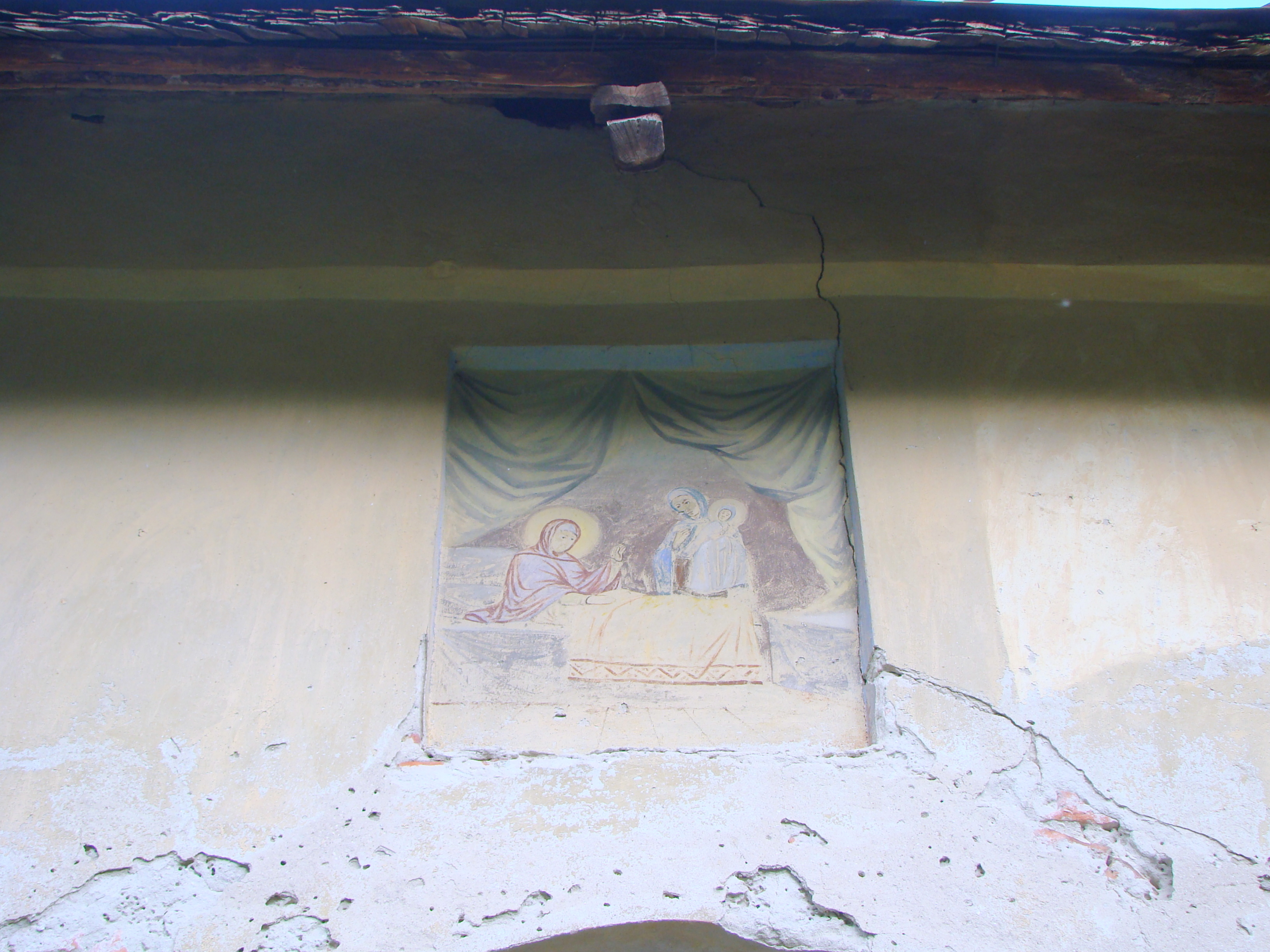
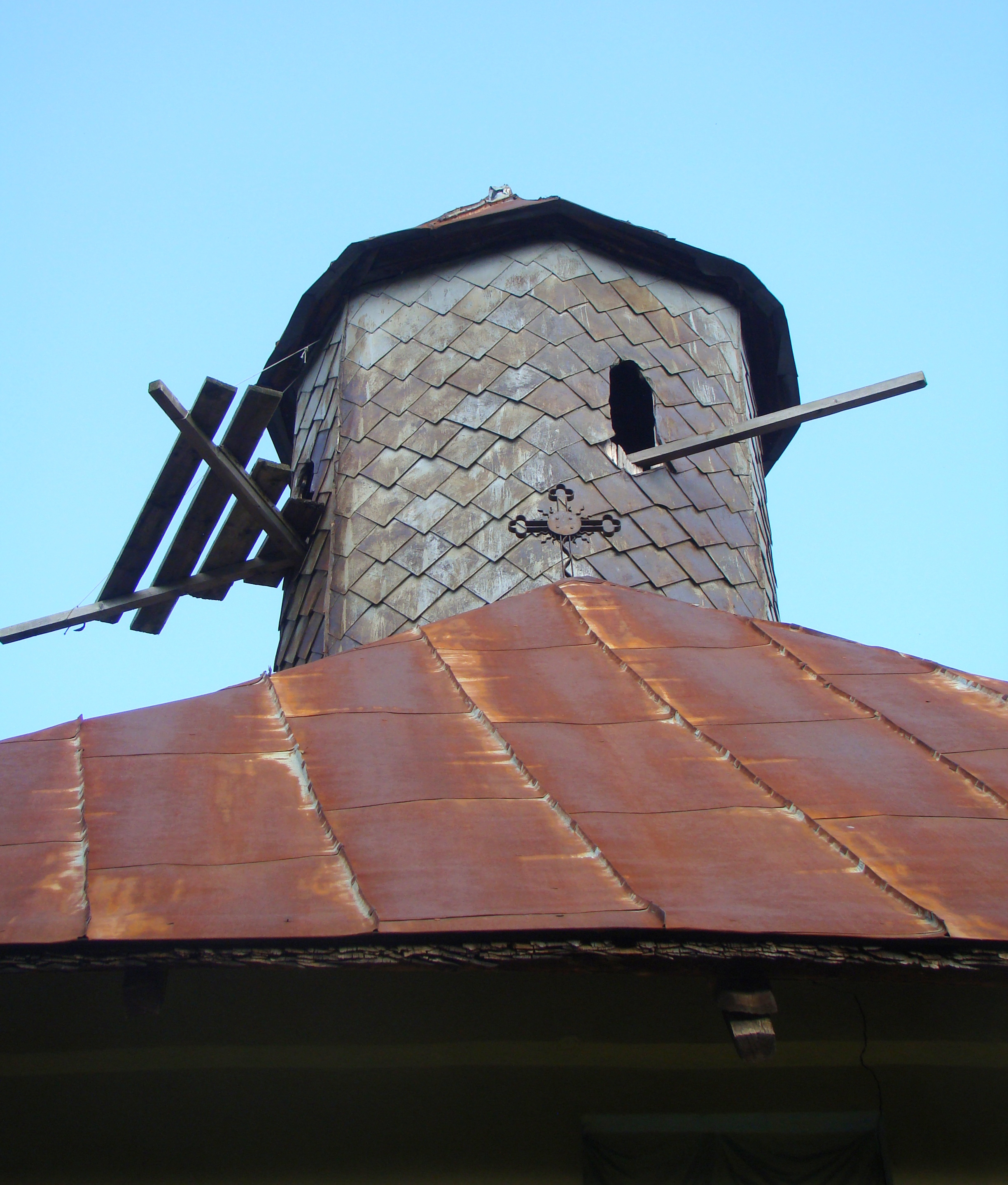
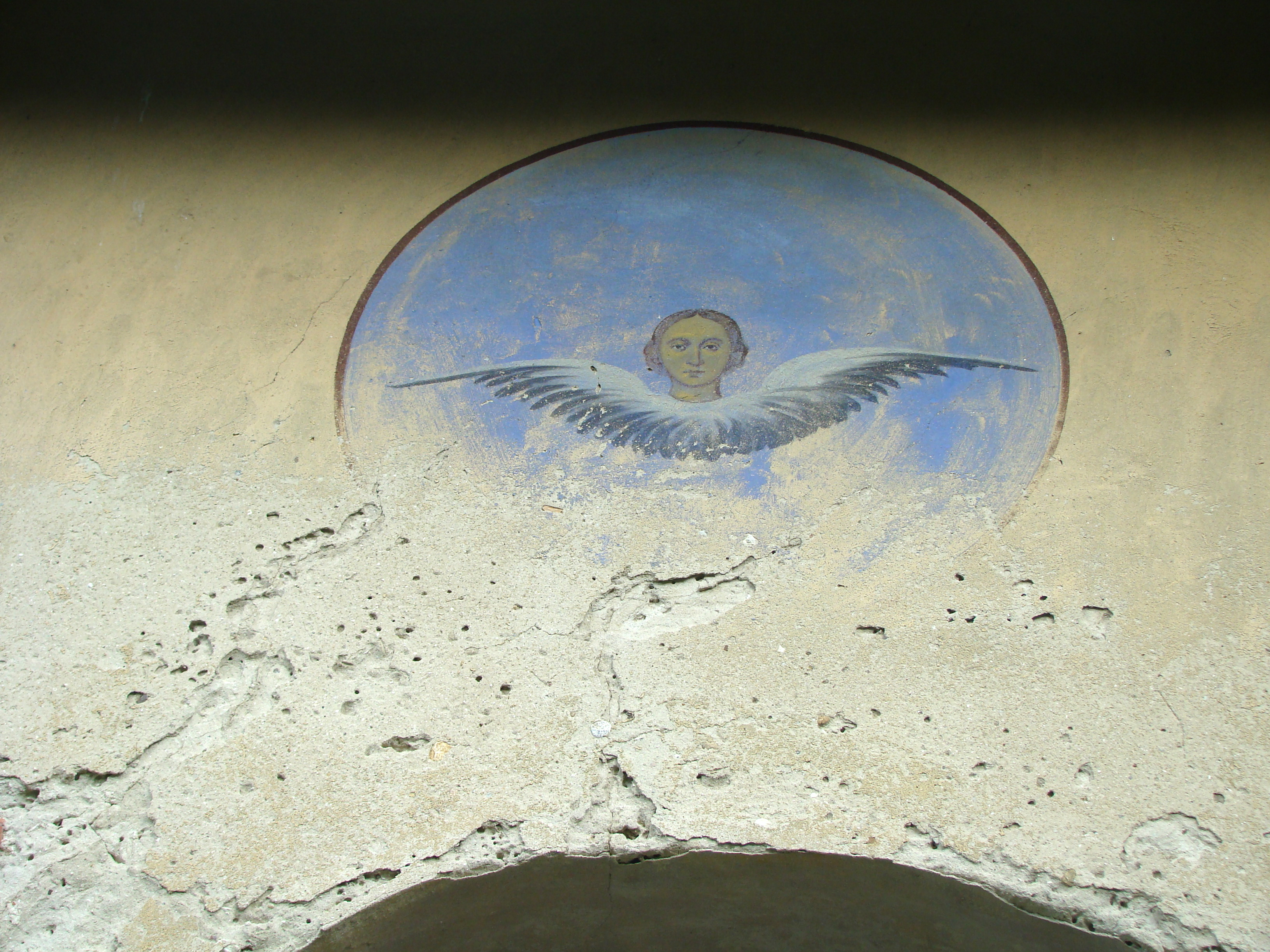
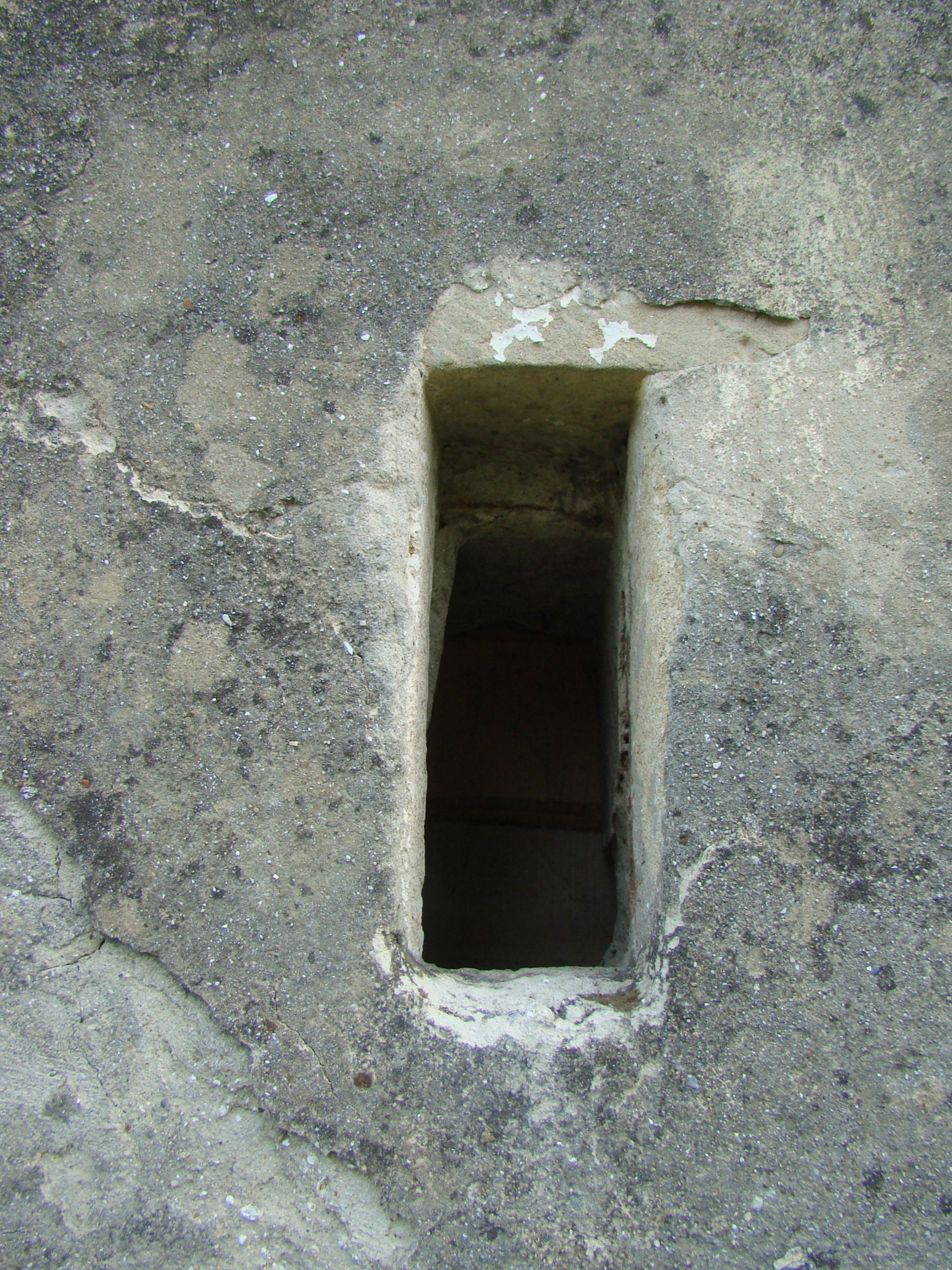
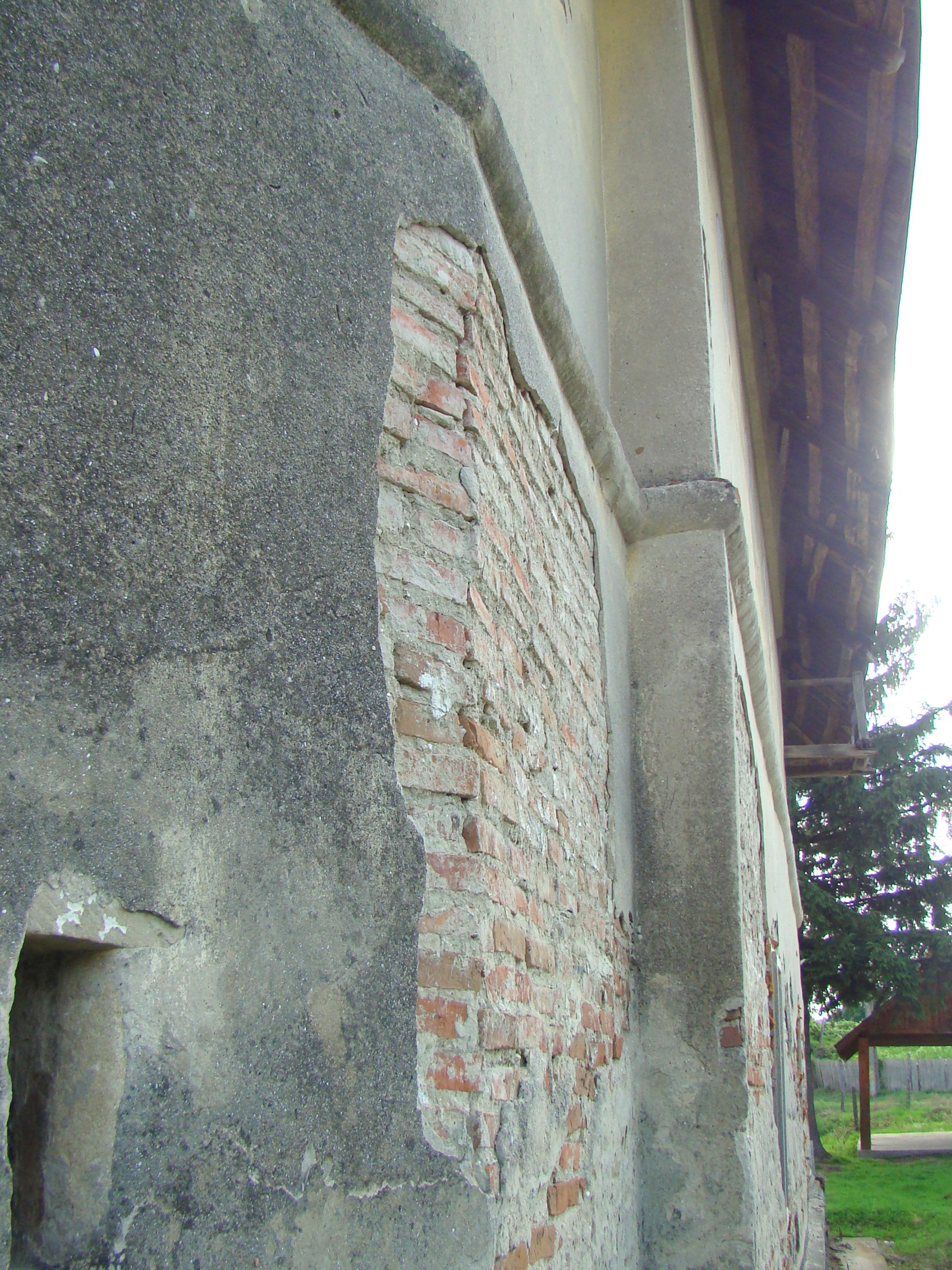
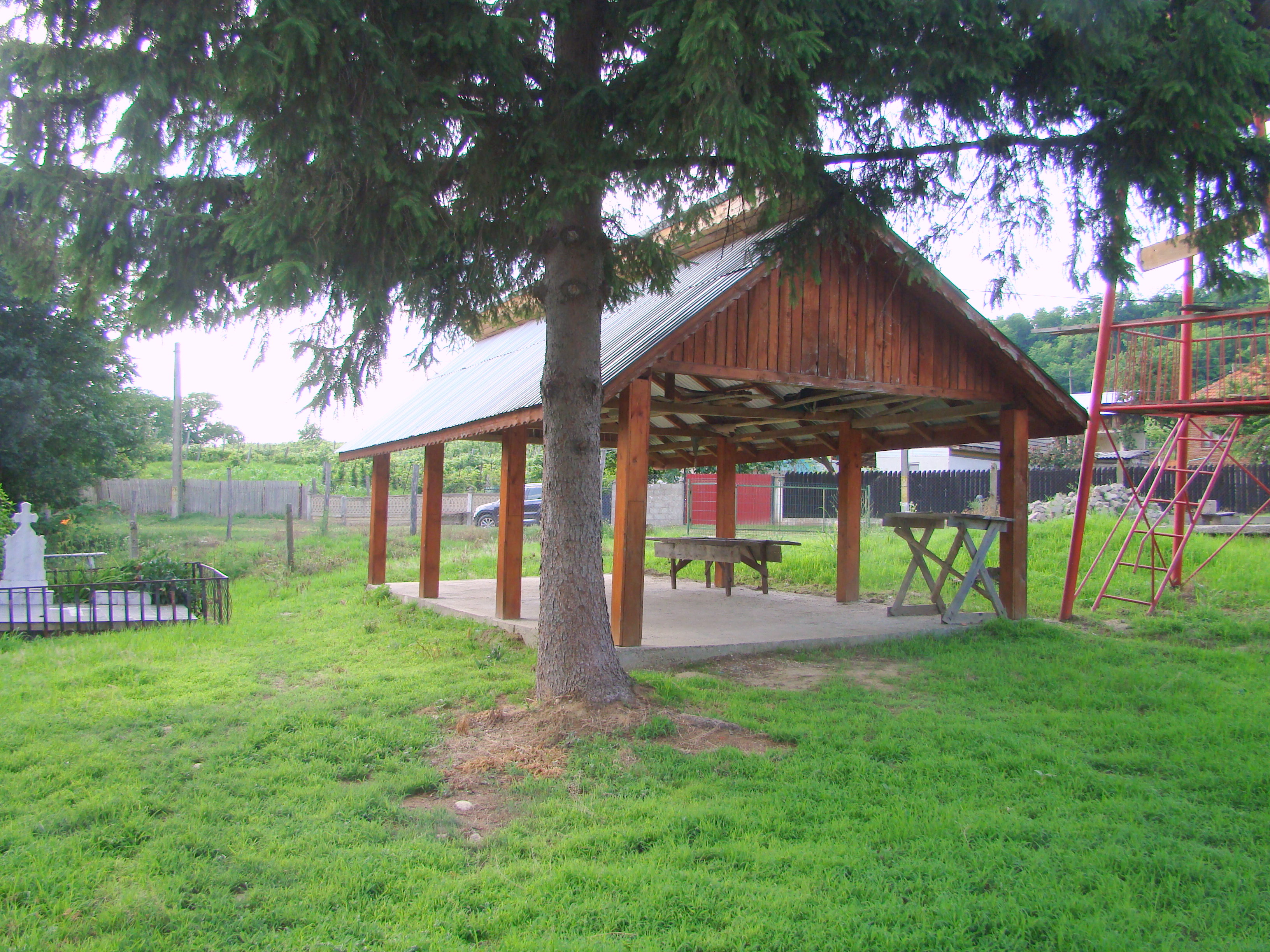
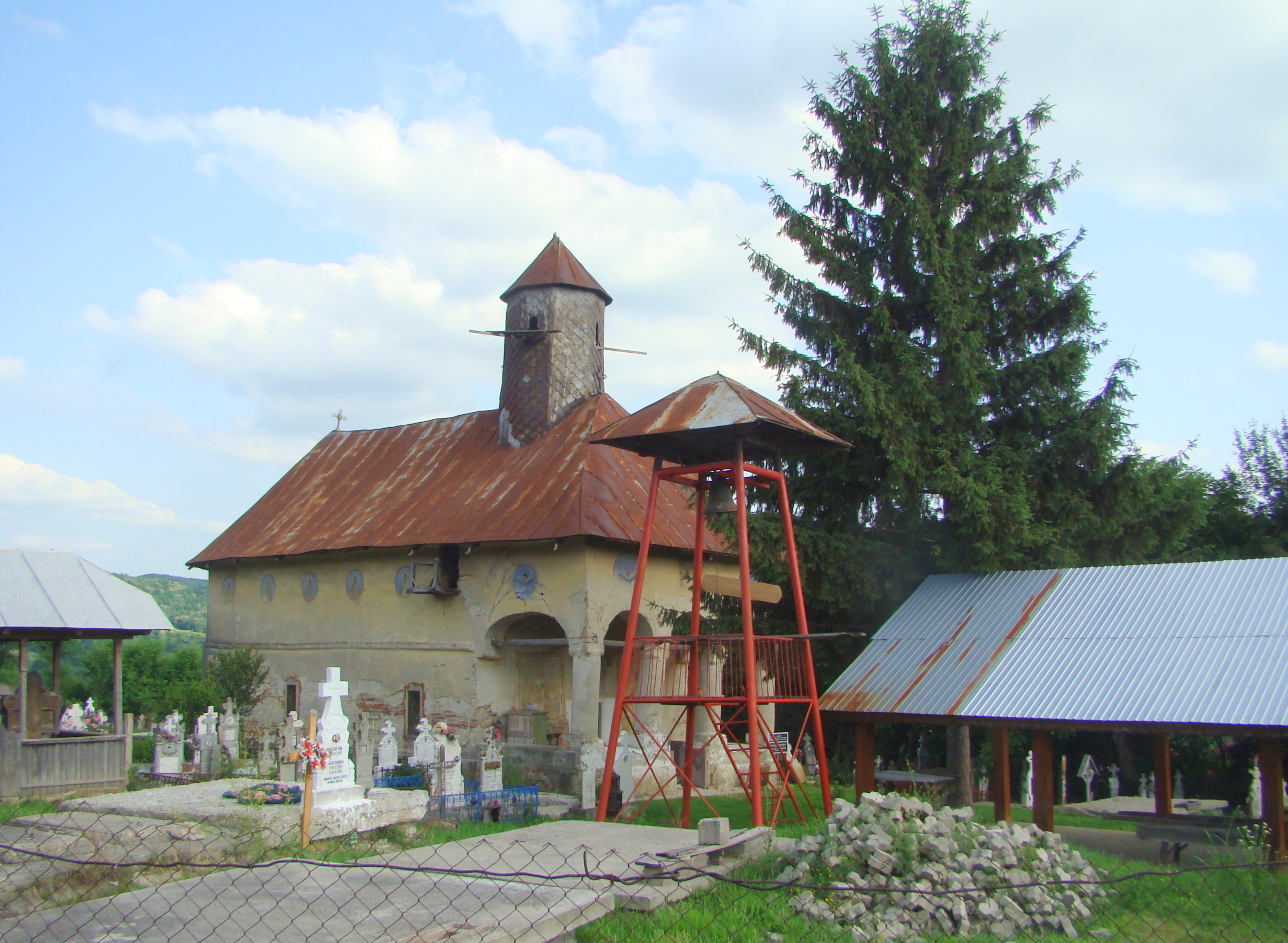